# Jadwiga Łuszkowska
Jadwiga Łuszkowska (urodzona ok. 1616 we Lwowie, zmarła po 20 maja 1648 w Mereczu) – kochanka króla Władysława IV Wazy. Była córką lwowskiego kupca Jana Łuszkowskiego (zmarłego ok. 1627) i Anny (zmarła po 1635).

## Życiorys
Z królem Władysławem IV miała syna, Władysława Konstantego Wazę. W 1637 poślubiła starostę mereckiego Jana Wypyskiego (zmarłego przed 18 grudnia 1647).
Król Władysław IV poznał Jadwigę Łuszkowską przebywając we Lwowie w 1634. Pewne dane z archiwum lwowskiego dowodzą, że Łuszkowska, która właśnie znajdowała się wraz z matką w kłopotach finansowych, z przyjazdem króla poczęła dysponować poważnymi kwotami pieniężnymi. Spłaciła mianowicie 2000 złotych długu, po czym za 3000 złotych zakupiła część kamienicy. Z czasem również matka Jadwigi doznała skutków szczodrobliwości królewskiej, otrzymując m.in. prawo wyrębu drzewa na opał w lasach starostwa i zwolnienie z opłat od podatków miejskich. Wszystko to świadczyło o tym, że król uległ wdziękowi czarnookiej i kruczowłosej mieszczki lwowskiej. Po powrocie do Warszawy król umieścił kochankę na zamku warszawskim i w ciągu najbliższych lat przebywała ona stale w otoczeniu króla.

W 1636, kiedy król przybył w odwiedziny do Gdańska, w jego orszaku była również Łuszkowska. Jedynym piszącym o wyglądzie Jadwigi, zwanej już wtedy popularnie Jadwiżką, był Karol Ogier, który 1 lutego 1636 napisał w swoim pamiętniku: 

Po śniadaniu wygodnie mogłem obejrzeć odjeżdżającą miłośnicę króla, którą okrutnie chciałem zobaczyć. I bardzo piękna ona, i wielkiego również pełna uroku, o ciemnych oczach i włosach, i gładkiej ogromnie i świeżej cerze. Ale nie ma ona pełnej swobody, bo ciągle koło niej straż mężczyzn i niewiast

.
Sytuacja Łuszkowskiej stała się trudna w 1637, kiedy Władysław postanowił ożenić się z Cecylią Renatą Habsburżanką. Początkowo król prawdopodobnie nie myślał o usunięciu Łuszkowskiej z dworu, mimo że opinia polska domagała się tego. O oddaleniu jej z dworu zdecydował przypadek. W czasie uroczystości weselnych odbywały się na dziedzińcu zamkowym walki dzikich zwierząt, którym dwór przyglądał się z okien zamkowych. Przyglądała się również Łuszkowska. W pewnej chwili wybuchnęła tak donośnym śmiechem, że zwróciła na siebie uwagę królowej Cecylii Renaty. Usłużni dworzanie szybko uświadomili królową, kim jest ta piękna i głośno śmiejąca się osoba. Co się stało później, nie wiadomo dokładnie – być może królowa wymogła na królu usunięcie z zamku Łuszkowskiej, bądź też sam król uznał, że dalszy jej pobyt na zamku warszawskim jest niemożliwy. Dość, że piękna Jadwiga opuściła dwór i stolicę wraz ze swoim mężem, którego pojęła zapewne z woli króla i udała się do nadanego mu starostwa mereckiego na Litwie. Ta donacja dała podstawę do dowcipu dworskiego, że król dał Wypyskiemu starostwo nie mereckie (łac. merecensem) a nierządnicy (łac. meretricensem).
Usunięcie Jadwigi z Warszawy nie zakończyło związku z królem, ponieważ Władysław IV Waza nieraz korzystał z polowań w nadniemeńskich puszczach, by odwiedzać w Mereczu panią Wypyską. W opinii publicznej wyrobiło się więc przekonanie, że Łuszkowska opętała króla jakimiś czarnoksięskimi sztukami i przy ich pomocy usiłuje szkodzić królowej Cecylii Renacie. 20 maja 1648 Władysław IV Waza zmarł w Mereczu w drodze powrotnej z Wilna do Warszawy i po tej dacie losy Jadwigi nie są znane.

## Galeria

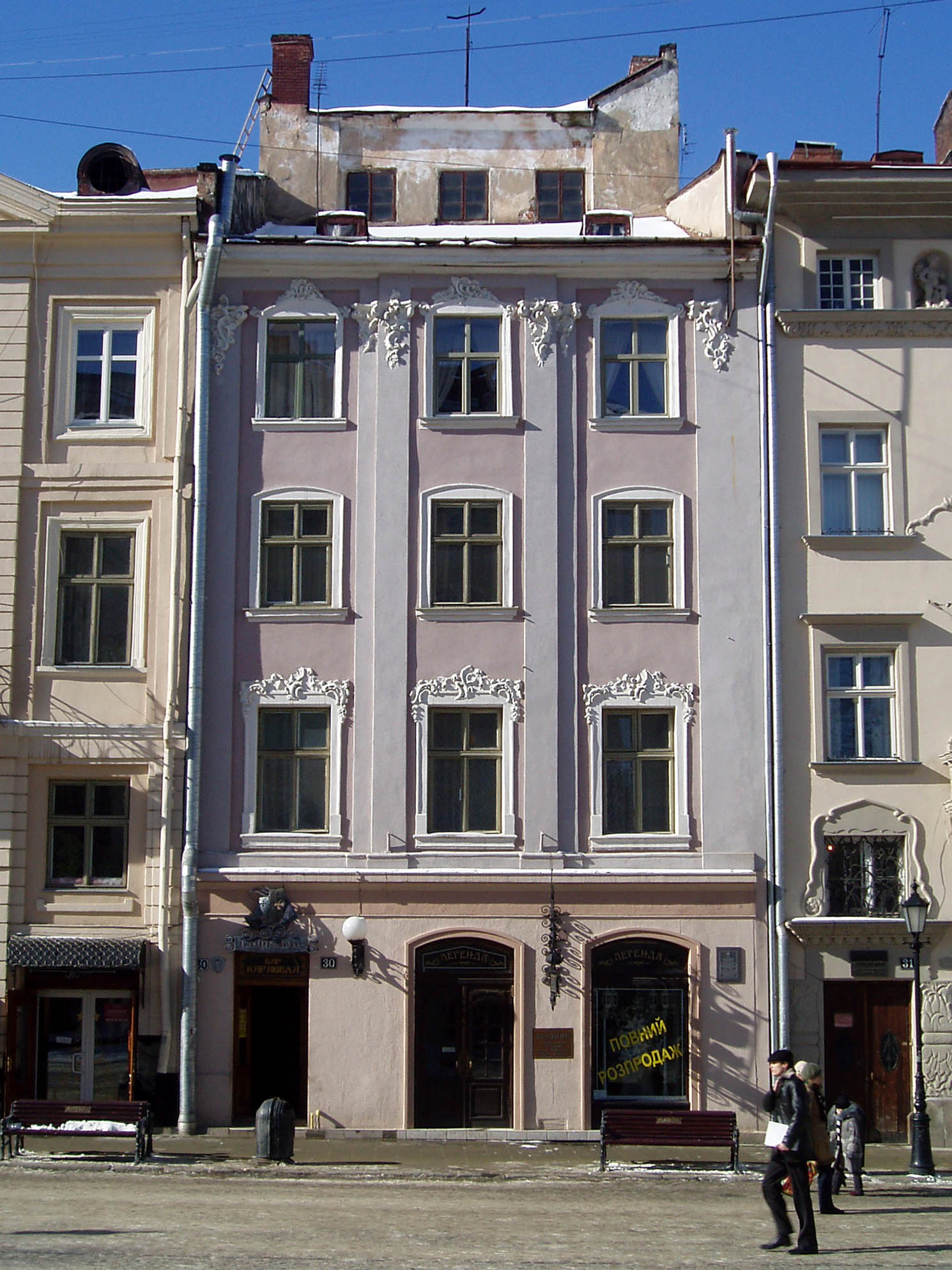
Kamienica Regulusowska we Lwowie, gdzie mieszkała Łuszkowska
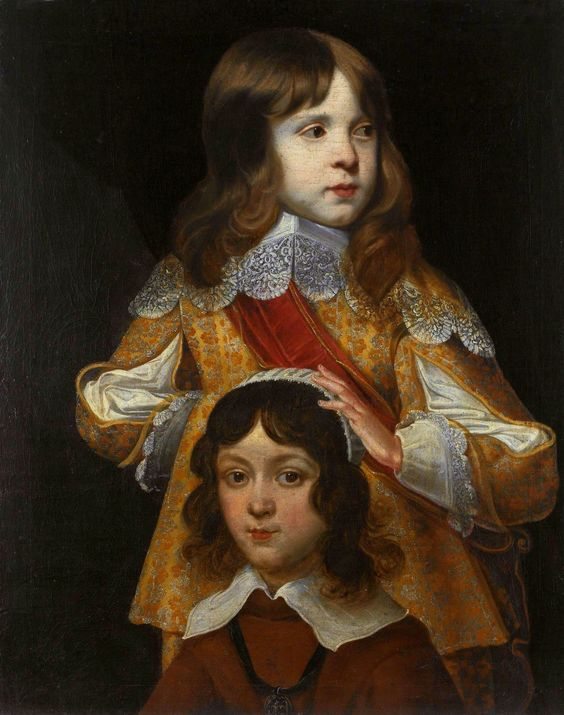
Portret królewicza Zygmunta Kazimierza z paziem, najprawdopodobniej synem Łuszkowskiej – Władysławem Konstantym